# Ferro-fluoro-pedrizite
La ferro-fluoro-pedrizite (simbolo IMA: Fflpd) è un rarissimo minerale del supergruppo dell'anfibolo, all'interno del quale viene collocato nel "gruppo degli anfiboli con W(OH,F,Cl)-dominante" e da lì al sottogruppo degli anfiboli di litio dove occupa un posto nel "gruppo contenente la radice pedrizite nel nome"; essendo un anfibolo, appartiene agli inosilicati e pertanto alla famiglia minerale dei "silicati", e possiede composizione chimica NaLi2(Fe2+2Al2Li)Si8O22F2.
La ferro-fluoro-pedrizite è definita con:
- catione sodio dominante in posizione A
- catione ferro ferroso Fe2+ dominante in posizione C2+
- catione alluminio Al3+ dominante in posizione C3+
- anione fluoro dominante in posizione W.

## Etimologia e storia
Il minerale è stato scoperto in un campione già presente nel museo mineralogico "A.E. Fersman" di Mosca nell'ambito di un'analisi sistematica dei minerali aventi a che fare con la "clinoholmquistite; il campione proviene dall'area del fiume Sutlug, nella repubblica di Tuva (Russia). Seguendo la nomenclatura degli anfiboli in vigore al momento della scoperta, il minerale è stato denominato fluoro-sodic-ferropedrizite, ma con la revisione della nomenclatura degli anfiboli del 2012 è stato rinominato col nome attuale.

## Classificazione
La ferro-fluoro-pedrizite è stata catalogata nel 2008 con il nome provvisorio IMA2008-070 e pertanto non compare nella classica nona edizione della sistematica dei minerali di Strunz, aggiornata dall'Associazione Mineralogica Internazionale (IMA) fino al 2009 e che elenca i minerali con nomi provvisori fino a IMA2008-068.
Il minerale è presente nell'edizione successiva, proseguita dal database "mindat.org" e nella quale la ferro-fluoro-pedrizite viene elencata nella classe "9. Silicati (germanati)" e da lì nella sottoclasse "9.D Inosilicati"; questa viene ulteriormente suddivisa in base alla struttura cristallina del minerale in modo tale che la ferro-fluoro-pedrizite possa essere trovata nella sezione "9.DE Inosilicati con catene doppie di periodo 2, Si4O11; clinoanfiboli" dove forma il sistema nº 9.DE.25.
Nella Sistematica dei lapis (Lapis-Systematik) di Stefan Weiß la ferro-fluoro-pedrizite si trova nella classe dei "silicati" e nella sottoclasse degli "inosilicati"; qui è nella sezione dei minerali con struttura "[Si4O11]6- a due bande; gruppo anfibolo; anfiboli alcalini" dove forma il sistema nº VIII/F.08.
Anche la classificazione dei minerali secondo Dana, usata principalmente nel mondo anglosassone, elenca la ferro-fluoro-pedrizite nella famiglia dei "silicati", qui è nella classe degli "inosilicati: catene doppie non ramificate, W=2" e nella sottoclasse degli "inosilicati: catene doppie non ramificate, configurazione anfibolo W=2" dove forma il "gruppo 1, anfiboli con Mg-Fe-Mn-Li (monoclino)" con il sistema nº 66.01.09.

## Abito cristallino
La ferro-fluoro-pedrizite cristallizza nel Sistema monoclino nel gruppo spaziale C2/m (gruppo nº 12) con i parametri reticolari a = 9,3720(4) Å, b = 17,6312(8) Å, c = 5,2732(3) Å e β = 102,247(4)°, oltre ad avere 2 unità di formula per cella unitaria.

## Origine e giacitura
La ferro-fluoro-pedrizite è stata trovata nella pegmatite su una matrice di calcite e feldspato dove si è formata per reazione fra la pegmatite fusa e la roccia incassante.
Il minerale è rarissimo ed è stato trovato solo nella sua località tipo, l'area del fiume Sutlug (50°N 96.75°E), nella repubblica di Tuva (Russia).

## Forma in cui si presenta in natura
La ferro-fluoro-pedrizite è stata scoperta sotto forma di cristalli da prismatici ad aciculari lunghi da 0,1 a 3 cm e larghi fino a 50 µm che formano aggregati di cristalli paralleli o subparalleli fino a 5 mm. Il minerale è trasparente con lucentezza vitrea; il colore è grigio-bluastro pallido, mentre quello del suo striscio è bianco-grigiastro.